# Matt Every
Matt Every född 4 december 1983, är en professionell golfspelare på den amerikanska PGA-touren. Every är född i Daytona Beach, Florida, och har vunnit både Web.com-touren och PGA-touren.

## Karriär
Every blev proffs 2006 och spelade US Open 2005, för att 2006 spela tre PGA-tourtävlingar samt två tävlingar på Nationwide Tour, och 2007 spela två tävlingar på vardera tour. Every missade PGA Tour-kvalet i Q-School 2007 med två slag, men erhöll spelrättigheter till Nationwide Tour för 2008 års säsong. Everys andra start på touren slutade i en andraplats på Mexico Open och han tog totalt fyra top 10-placeringar under säsongen.
Every klarade 15 av 25 kvalgränser och vann sista tävlingen på Nationwide Tour säsongen 2009, Nationwide Tour Championship, för att säkra spelrättigheter på PGA-touren för 2010 års säsong. Every slutade följande säsong på PGA Tour på 140:e plats på FedExrankingen vilket resulterade i att han flyttades tillbaka till Nationwide Tour för 2011 års säsong.
2011 slutade Every på en 18:e plats på Nationwide Tours penninglista vilket gav honom spelrättigheter på PGA-touren för 2012 års säsong.
Every blev i juli 2010 arresterad och anklagad för innehav av marijuana och blev avstängd från PGA-touren i 90 dagar.
2014 vann Every sin första PGA Tourtävling på Bay Hill, tävlingen Arnold Palmer Invitational, vilket gav honom en inbjudan till US Masters samma år. Every försvarade sin titel året därpå, genom att spela sista rundan på 66 slag.

## Vinster

### PGA Tour
| No. | Datum        | Tävling                        | Resultat        | Mot par | Segermarginal | Runner-up      |
| --- | ------------ | ------------------------------ | --------------- | ------- | ------------- | -------------- |
| 1   | 23 mars 2014 | Arnold Palmer Invitational     | 69-70-66-70=275 | −13     | 1 slag        | Keegan Bradley |
| 2   | 22 mars 2015 | Arnold Palmer Invitational (2) | 68-66-69-66=269 | −19     | 1 slag        | Henrik Stenson |

### Nationwide Tour
| No. | Datum           | Tävling                      | Resultat          | Mot par | Segermarginal | Runner-up   |
| --- | --------------- | ---------------------------- | ----------------- | ------- | ------------- | ----------- |
| 1   | 25 oktober 2009 | Nationwide Tour Championship | (70-63-67-67=267) | -21     | 3 slag        | Michael Sim |